# Konafink
Konafink fågel i familjen finkar inom ordningen tättingar. Fågeln förekom tidigare på Hawaii där den sågs senast med säkerhet 1894. Namnet kommer av staden Kailua-Kona som i dagligt tal ofta kallas Kona.

## Familjetillhörighet
Arten tillhör en grupp med fåglar som kallas hawaiifinkar. Länge behandlades de som en egen familj. Genetiska studier visar dock att de trots ibland mycket avvikande utseende är en del av familjen finkar, närmast släkt med rosenfinkarna. Arternas ibland avvikande morfologi är en anpassning till olika ekologiska nischer i Hawaiiöarna, där andra småfåglar i stort sett saknas helt.